# 皮埃尔·波微

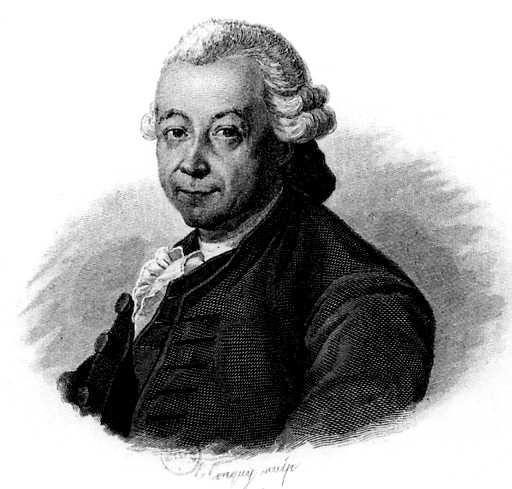
皮埃尔·波微

皮埃尔·波微（法語：Pierre Poivre，1719年8月23日—1786年1月6日），18世紀法國園藝學家、植物學家。

## 生平
出生於里昂。二十多歲的時候他曾作為一名傳教士，前往交趾支那、廣州及葡屬澳門。1760年代，作為法國東印度公司的成員在前往東印度的途中與英國人發生海戰，他腕部被炮彈擊中，右臂被部份截肢。
1760年代，波微被任命為法蘭西島（今模里西斯）及波旁島（今留尼旺）的行政管理者，在此期間，他建立了著名的植物園Sir Seewoosagur Ramgoolam Botanical Garden，其中包含有各種來自世界各棲息地的樹木、灌木及植物標本。
今日塞席爾的阿米蘭特群島中有一個環礁以他的名字命名。